# Liz McColgan
Elizabeth »Liz« McColgan-Nuttall (dekliški priimek Lynch), škotska atletinja, * 24. maj 1964, Dundee, Škotska, Združeno kraljestvo.
Nastopila je na poletnih olimpijskih igrah v letih 1988, 1992 in 1996, leta 1988 je osvojila srebrno medaljo v teku na 10000 m, leta 1992 pa peto mesto. Na svetovnih prvenstvih je osvojila naslov prvakinje v isti disciplini leta 1991, na svetovnih dvoranskih prvenstvih srebrno medaljo v teku na 3000 m leta 1989, na igrah Skupnosti narodov pa dve zlati medalji v teku na 10000 m in bronasto v teku na 3000 m.